# نيكلاس ويستبرغ
نيكلاس ويستبرغ (بالسويدية: Niklas Westberg)‏ هو لاعب كرة قدم سويدي في مركز حراسة المرمى، ولد في 1 أبريل 1979 في السويد. لعب مع أيك سولنا ونادي إسكلستونا ونادي برومابويكارنا ونادي نورشوبينغ.

## وصلات خارجية
- نيكلاس ويستبرغ على موقع اتحاد السويد (السويدية)
- نيكلاس ويستبرغ على موقع قاعدة بيانات كرة القدم.إي يو (الإنجليزية)